# Powiat wyszkowski (1956–1975)
Powiat wyszkowski – powiat w województwie warszawskim powołany dnia 1 stycznia 1956 roku, czyli 15 miesięcy po wprowadzeniu gromad w miejsce dotychczasowych gmin (29 września 1954) jako podstawowych jednostek administracyjnych PRL. Na powiat wyszkowski złożyły się 1 miasto i 23 gromady, które wyłączono z trzech ościennych powiatów w tymże województwie:
- Bielino, Kręgi, Leszczydół Stary, Lubiel Nowy, Ochudno, Popowo Kościelne, Rybienko Leśne, Rybienko Nowe, Rząśnik, Somianka, Wielątki Nowe, Wola Mystkowska (do 1955 r. w powiecie pułtuskim)
- Białebłoto-Kobyla, Blochy, Bosewo Stare, Brańszczyk, Budy Nowe, Chrzczanka Włościańska, Dalekie, Długosiodło, Trzcianka (do 1955 r. w powiecie ostrowskim)
- Kamieńczyk, Lucynów Mały (do 1955 r. w powiecie wołomińskim/radzymińskim)

Z dniem 1 stycznia 1957 z powiatu węgrowskiego włączono do pow. wyszkowskiego gromadę Gwizdały.
W kolejnych latach łączono gromady w większe. W efekcie na początku lat 70. powiat dzielił się na miasto Wyszków i 12 gromad: Brańszczyk, Białebłoto-Kobyla, Chrzczanka Włościańska, Długosiodło, Kamieńczyk, Leszczydół Stary, Lubiel Nowy, Popowo Kościelne, Rząśnik, Somianka, Wola Mystkowska i Wyszków.
Po zniesieniu gromad i reaktywacji gmin z dniem 1 stycznia 1973 roku powiat wyszkowski podzielono na 1 miasto i 5 gmin:
- miasto Wyszków
- gminy: Brańszczyk, Długosiodło, Rząśnik, Somianka i Wyszków

W stosunku do obecnego obszaru powiatu wyszkowskiego, pierwszy utworzony w 1956 r. i istniejący do 1975 r. nie obejmował terenów obecnej gminy Zabrodzie.